# Кубок Імператора Японії з футболу 2023
Кубок Імператора Японії з футболу 2023 — 103-й розіграш кубкового футбольного турніру в Японії. Титул володаря кубка вдруге здобув Кавасакі Фронтале.

## Календар
| Раунд        | Дата              | Матчі | Клуби   |
| ------------ | ----------------- | ----- | ------- |
| Перший раунд | 20-21 травня 2023 | 24    | 88 → 64 |
| 1/32 фіналу  | 7-21 червня 2023  | 32    | 64 → 32 |
| 1/16 фіналу  | 12 липня 2023     | 16    | 32 → 16 |
| 1/8 фіналу   | 2 серпня 2023     | 8     | 16 → 8  |
| 1/4 фіналу   | 30 серпня 2023    | 4     | 8 → 4   |
| 1/2 фіналу   | 8 жовтня 2023     | 2     | 4 → 2   |
| Фінал        | 9 грудня 2023     | 1     | 2 → 1   |

## 1/16 фіналу
| Команда 1                  | Рахунок        | Команда 2            |
| -------------------------- | -------------- | -------------------- |
| 12 липня 2023              |                |                      |
| Йокогама Ф. Марінос        | 1:4            | Матіда Зельвія (2)   |
| Наґоя Ґрампус              | 1:1 пен. 5:4   | Вегалта Сендай (2)   |
| Касіма Антлерс             | 1:1 пен. 10:11 | Ванфоре Кофу (2)     |
| Сересо Осака               | 3:1            | Омія Ардія (2)       |
| Кавасакі Фронтале          | 2:1            | Міто Холліхок (2)    |
| Касіва Рейсол              | 2:0            | Токусіма Вортіс (2)  |
| Санфречче Хіросіма         | 0:2            | Тотіґі (2)           |
| Токіо                      | 1:1 пен. 9:8   | Токіо Верді (2)      |
| Каталле Тояма (3)          | 3:4 дч         | Альбірекс Ніїґата    |
| Урава Ред Даймондс         | 1:0            | Монтедіо Ямаґата (2) |
| Віссел Кобе                | 5:2            | Джубіло Івата (2)    |
| Сьонан Бельмаре            | 2:0            | Фаджіано Окаяма (2)  |
| Коті Юнайтед (4)           | 1:0            | Йокогама             |
| Хоккайдо Консадолє Саппоро | 5:2            | Верспа Оїта (4)      |
| Авіспа Фукуока             | 2:1 дч         | Ґіфу (3)             |
| Саґан Тосу                 | 3:4 дч         | Роассо Кумамото (2)  |

## 1/8 фіналу
| Команда 1          | Рахунок      | Команда 2                  |
| ------------------ | ------------ | -------------------------- |
| 2 серпня 2023      |              |                            |
| Матіда Зельвія (2) | 0:1          | Альбірекс Ніїґата          |
| Наґоя Ґрампус      | 3:0          | Урава Ред Даймондс         |
| Ванфоре Кофу (2)   | 1:4          | Віссел Кобе                |
| Сересо Осака       | 1:1 пен. 4:5 | Сьонан Бельмаре            |
| Кавасакі Фронтале  | 1:0          | Коті Юнайтед (4)           |
| Касіва Рейсол      | 1:0          | Хоккайдо Консадолє Саппоро |
| Тотіґі (2)         | 2:4 дч       | Авіспа Фукуока             |
| Токіо              | 0:2          | Роассо Кумамото (2)        |

## 1/4 фіналу
| Команда 1           | Рахунок      | Команда 2         |
| ------------------- | ------------ | ----------------- |
| 30 серпня 2023      |              |                   |
| Альбірекс Ніїґата   | 2:2 пен. 3:4 | Кавасакі Фронтале |
| Роассо Кумамото (2) | 1:1 пен. 4:3 | Віссел Кобе       |
| Авіспа Фукуока      | 3:1          | Сьонан Бельмаре   |
| Касіва Рейсол       | 2:0          | Наґоя Ґрампус     |

## 1/2 фіналу
| Команда 1           | Рахунок | Команда 2      |
| ------------------- | ------- | -------------- |
| 8 жовтня 2023       |         |                |
| Роассо Кумамото (2) | 0:4     | Касіва Рейсол  |
| Кавасакі Фронтале   | 4:2     | Авіспа Фукуока |

## Фінал
| 9 грудня 2023 7:00 (EEST) |

| Кавасакі Фронтале | 0:0 дч   | Касіва Рейсол                                                                                      |
| --- | -------- | -------------------------------------------------------------------------------------------------- |
| | Протокол | |
| | Пенальті | |
| - Акіхіро Іенаґа - Сегава - Кадзуя Ямамура - Тачібанада - Гоміс - Ноборідзато - Тоно - Мікі Ямане - Шмідт - Чон Сон Рьон | 8:7      | - Савіо - Хосоя - Тошіма - Сенто - Юкі Муто - Катаяма - Ямамото - Кавагуті - Юґо Тацута - Мацумото |

| Японський національний стадіон, Токіо Глядачів: 62 637 Арбітр: Хіроюкі Кімура |